# Септимии
Септимиите (Septimii) са фамилия от gens Septimia в Древен Рим. Тяхното име е Септимий или Септим и Септимия.
Познати от тази фамилия:
- Публий Септимий Сцевола, сенатор 74 пр.н.е.
- Септимий, един от заговорниците на Катилина, изпратен в Пиценум 63 пр.н.е.
- Тит Септимий Север, едил, ок. 74 пр.н.е.
- Луций Септимий, центурион 67 пр.н.е. при Помпей Велики в Египет
- Гай Септимий, секретар на консула Марк Калпурний Бибул, 59 пр.н.е.
- Гай Септимий, претор 57, авгур 45 пр.н.е
- Септимия, съпруга на Sicca, приятел на Цицерон
- Септимий, приятел на поета Хораций
- Авъл Септимий Серен, лиричен поет
- Септимий, автор на книга за живота на Александър Север
- Квинт Септимий, преводач на произведението „Троянска война“
- Марк Септимий Апер (* 35), съпруг на Октавия и прадядо на император Септимий Север
  - Луций Септимий Север (70 – 110), съпруг на Витория, римски конник, дядо на император Септимий Север
    - Публий Септимий Гета (баща на Септимий Север), съпруг на Фулвия Пия
      - Публий Септимий Гета (консул 203 г.), брат на император Септимий Север
      - Септимий Север, римски император, основател на династията на Северите.
        - Каракала (Луций Септимий Басиан), римски император
        - Публий Септимий Гета, римски император

      - Септимия Октавила, сестра на Септимий Север
- Септимий, суфектконсул при император Антонин Пий
  - Публий Септимий Апер, суфектконсул 153 г., братовчед на бащата на Септимий Север
    - Публий Септимий Апер
      - Гай Септимий Север Апер, консул 207 г.,

  - Гай Септимий Север, суфектконсул 160 г.
- Луций Септимий Флак, суфектконсул 183 г.
- Квинт Септимий Флоренс Тертулиан, (Тертулиан), първият автор на християнска литература на латински език.
- Септимий Антиох, римски узурпатор 273 г. в Сирия
- Луций Септимий Оденат, цар на Палмира, съпруг на Зеновия
- Юлия Септимия Зеновия, царица на Палмира, майка на Вабалат
  - Луций Юлий Аврелий Септимий Вабалат Атенодор (Вабалат), син на Оденат и Зеновия, узурпатор в Палмира
- Септимий или Септимин; римски антиимператор 271 г. в Далмация
- Луций Септимий († 281?), управител на Британия
- Септимий Ациндин, консул 340 г.
- Септимий Бас, praefectus urbi на Рим 317 – 319 г.; правнук на Гай Септимий Север Апер
  - Септимия, дъщеря на Септимий Бас, първата съпруга на Луций Валерий Максим Василий
    - Луций Валерий Септимий Бас (praefectus urbi 379 – 383 г.)